# Абрамовски, Эдуард Йозеф
Эдуард Йозеф Абрамовски (17 августа 1868 года — 21 июня 1918, Варшава) — польский философ, психолог, социолог, анархист. В своей научной работе, он стремился преодолеть разрыв между психологией и социологией.
После смерти матери (1878) переехал в Варшаву (1879), где его учительница Мария Конопницкая ввела его в круг политической партии «Первый Пролетариат». В 1885 году Абрамовски начал научные исследования в университете Кракова, но уже через год переехал в Швейцарию, где изучал философию до 1889 года в Женевском университете.
После пересмотра своей революционной политической и журналистской деятельности Абрамовски в течение длительной болезни, под влиянием учения Льва Толстого и анархо-синдикализма перешёл от идеологических позиций ортодоксального марксизма к анархизму. В работе «Социализм и государство» называл себя «безгосударственным социалистом». Тем не менее, связей с марксистами не разрывал и был в числе основателей Польской социалистической партии.
С 1915 года он был профессором психологии в Университете Варшавы, а также читал лекции по вопросам метафизики.
Он сам обозначал развитое им научное образование как «Феноменализм». Под этим понятием он имел в виду научно-исследовательскую работу всех явлений общественной жизни и сопоставлять с содержанием сознания отдельных индивидуумов.